# Christian Pewny

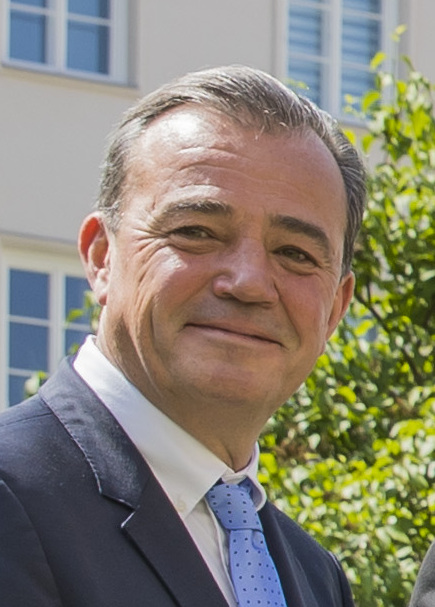
Christian Pewny (2023)

Christian Pewny (* 17. Mai 1967 in Radstadt) ist ein österreichischer Politiker der Freiheitlichen Partei Österreichs (FPÖ). Im März 2019 wurde er zum Bürgermeister von Radstadt gewählt. Vom 9. November 2017 bis zum 22. Oktober 2019 war er Abgeordneter zum österreichischen Nationalrat. Ab dem 14. Juni 2023 war er Landesrat in der Landesregierung Haslauer jun. III bzw. der Landesregierung Edtstadler. Im Mai 2025 nahm er sich aus gesundheitlichen Gründen eine Auszeit, im August 2025 wurde sein Rückzug aus der Politik bekanntgegeben, der Wechsel soll am 1. Oktober 2025 erfolgen.

## Leben
Christian Pewny besuchte die Volksschule Flachau, die Hauptschule Radstadt und anschließend die HTBL u. VA Mödling. Zwischen 1988 und 1989 absolvierte er seinen Präsenzdienst im österreichischen Bundesheer. Seit 1989 war er Angestellter in der Fahrschule Radstadt (1996 Fahrschullehrer für alle Klassen). Im Jahr 2003 holte Pewny seine Reifeprüfung an der Abendschule für Maschinenbau nach (HTBL Salzburg). Seit 2004 ist er Leiter und Inhaber der Fahrschule Pewny.
Pewny ist verheiratet und Vater von zwei Kindern.

## Politik
Pewny wurde 2008 Mitglied der Partei und war bis 2009 Stadtrat von Radstadt. Er ist Ortsparteiobmann der FPÖ Radstadt und Bezirksparteiobmann der FPÖ Pongau.
Er war von 2012 bis 2023 Landesobmann der Freiheitlichen Wirtschaft Salzburg und zwischen 2014 und 2017 Mitglied im Bundesvorstand des Ring Freiheitlicher Wirtschaftstreibender. Er ist Mitglied im Wirtschaftsparlament der Wirtschaftskammer Österreich und Mitglied der Wirtschaftskammer Salzburg sowie Teil des erweiterten Präsidiums.
Am 9. November 2017 wurde er im Österreichischen Nationalrat angelobt. Bei den Gemeindevertretungs- und Bürgermeisterwahlen in Salzburg 2019 wurde er mit 70,1 Prozent der Stimmen ohne Gegenkandidaten zum Bürgermeister von Radstadt gewählt. Nach der Nationalratswahl 2019 schied er aus dem Nationalrat aus. Am 13. Juni 2023 trat Pewny als Bürgermeister zurück, da er zum Landesrat angelobt werden soll. Am 14. Juni 2023 wurde er als Landesrat angelobt. Als Bürgermeisterin folgte ihm Katharina Prommegger (ÖVP) nach. Im Juli 2023 wurde Andreas Teufl zu seinem Nachfolger als Landesobmann der Freiheitlichen Wirtschaft Salzburg gewählt.
Ab Mai 2025 nahm er aus gesundheitlichen Gründen eine Auszeit als Landesrat, seine Agenden übernahmen vorübergehend Martin Zauner und Marlene Svazek. Im August 2025 wurde sein Rückzug aus der Politik aus gesundheitlichen Gründen bekanntgegeben, der Wechsel soll am 1. Oktober 2025 erfolgen.

## Politische Positionen
2024 und 2025 kam es in Pewnys Amtszeit zu Einsparungen im Sozialressort des Landes Salzburg. Die Finanzierung eines 2024 ausgelaufenes EU-Projekts für Community-Nurses, die wohnortnahe Pflegeberatung in den Gemeinden anbieten, wurde vom Sozialreferat des Landes Salzburg nicht übernommen. Auch die finanzielle Unterstützung des Landes für die Umgestaltung eines Seniorenheimes in Taxham zu einer Langzeitpflegeeinrichtung für psychisch Kranke wurde verwehrt. Anfang 2025 ließ Pewny die finanziellen Mittel der Kinder- und Jugendhilfe um eine Million Euro kürzen, indem Betreuungs-Tagsätze in einem geringeren Ausmaß als die Kostensteigerungen in den Einrichtungen angehoben wurden.
Er setzt sich gegen Online-Betrug ein, seitdem er 2019 bis 2020 um einen hohen sechstelligen Euro-Betrag geprellt wurde. Ein 2024 am Flughafen Amsterdam festgenommener Nigerianer gab sich dabei als falsche Millionenerbin aus.